# Premio Craque do Brasileirão
El Premio Craque do Brasileirão (en portugués: Prêmio Craque do Brasileirão) es un trofeo creado en 2005 en una asociación entre la Rede Globo y la Confederación Brasileña de Fútbol, para ser el premio oficial de los jugadores que compiten en el Campeonato Brasileño de Fútbol.
En 2019, con nueve atletas en el equipo del Campeonato Brasileño, el Flamengo se convirtió en el club con más representantes en el mismo año.

## El Premio
Durante los premios, además de los premios individuales, los campeones nacionales de todas las divisiones del Campeonato de Fútbol de Brasil de ese año reciben oficialmente los trofeos por sus logros. Además de las 11 posiciones, se elige al entrenador y al árbitro.

## Jugador del año ("Craque do Brasileirão")
| Temporada | Jugador         | Posición       | Club                |
| --------- | --------------- | -------------- | ------------------- |
| 2005      | Carlos Tévez    | Delantero      | Corinthians         |
| 2006      | Rogério Ceni    | Portero        | São Paulo           |
| 2007      | Rogério Ceni    | Portero        | São Paulo           |
| 2008      | Hernanes        | Centrocampista | São Paulo           |
| 2009      | Diego Souza     | Centrocampista | Palmeiras           |
| 2010      | Darío Conca     | Centrocampista | Fluminense          |
| 2011      | Neymar          | Delantero      | Santos              |
| 2012      | Fred            | Delantero      | Fluminense          |
| 2013      | Éverton Ribeiro | Centrocampista | Cruzeiro            |
| 2014      | Éverton Ribeiro | Centrocampista | Cruzeiro            |
| 2015      | Renato Augusto  | Centrocampista | Corinthians         |
| 2016      | Gabriel Jesus   | Delantero      | Palmeiras           |
| 2017      | Jô              | Delantero      | Corinthians         |
| 2018      | Dudu            | Delantero      | Palmeiras           |
| 2019      | Bruno Henrique  | Delantero      | Flamengo            |
| 2020      | Claudinho       | Centrocampista | Red Bull Bragantino |
| 2021      | Hulk            | Delantero      | Atlético Mineiro    |
| 2022      | Gustavo Scarpa  | Centrocampista | Palmeiras           |
| 2023      | Luis Suárez     | Delantero      | Grêmio              |

## Equipo del año
En negrita el jugador del año.
| Temporada | Categoría                     | Categoría | Categoría | Categoría                                                      |
| Temporada | Portero                       | Defensa | Centrocampista | Delantero                                                      |
| --------- | ----------------------------- | --- | --- | -------------------------------------------------------------- |
| 2005      | Fábio Costa (Corinthians)     | Gabriel (Fluminense) Carlos Gamarra (Palmeiras) Diego Lugano (São Paulo) Gustavo Nery (Corinthians)                    | Tinga (Internacional) Marcelo Mattos (Corinthians) Dejan Petković (Fluminense) Roger (Corinthians)                    | Carlos Tevez (Corinthians) Rafael Sóbis (Internacional)        |
| 2006      | Rogério Ceni (São Paulo)      | Souza (São Paulo) Fabão (São Paulo) Fabiano Eller (Internacional) Marcelo (Fluminense)                                 | Mineiro (São Paulo) Lucas Leiva (Grêmio) Zé Roberto (Botafogo) Renato Abreu (Flamengo)                                | Souza (Goiás) Fernandão (Internacional)                        |
| 2007      | Rogério Ceni (São Paulo)      | Léo Moura (Flamengo) Breno (São Paulo) Miranda (São Paulo) Kléber (Santos)                                             | Hernanes (São Paulo) Richarlyson (São Paulo) Ibson (Flamengo) Jorge Valdivia (Palmeiras)                              | Josiel (Paraná) Alberto Acosta (Náutico)                       |
| 2008      | Victor (Grêmio)               | Léo Moura (Flamengo) Thiago Silva (Fluminense) Miranda (São Paulo) Juan (Flamengo)                                     | Ramires (Cruzeiro) Hernanes (São Paulo) Diego Souza (Palmeiras) Alex (Internacional)                                  | Kléber Pereira (Santos) Alex Mineiro (Palmeiras)               |
| 2009      | Victor (Grêmio)               | Jonathan (Cruzeiro) André Dias (São Paulo) Miranda (São Paulo) Júlio César (Goiás)                                     | Hernanes (São Paulo) Pablo Guiñazú (Internacional) Dejan Petković (Flamengo) Diego Souza (Palmeiras)                  | Diego Tardelli (Atlético Mineiro) Adriano (Flamengo)           |
| 2010      | Fábio (Cruzeiro)              | Mariano (Fluminense) Dedé (Vasco da Gama) Miranda (São Paulo) Roberto Carlos (Corinthians)                             | Elias (Corinthians) Jucilei (Corinthians) Walter Montillo (Cruzeiro) Darío Conca (Fluminense)                         | Jonas (Grêmio) Neymar (Santos)                                 |
| 2011      | Jefferson (Botafogo)          | Fagner (Vasco da Gama) Dedé (Vasco da Gama) Réver (Atlético Mineiro) Bruno Cortez (Botafogo)                           | Paulinho (Corinthians) Ralf (Corinthians) Diego Souza (Vasco da Gama) Ronaldinho (Flamengo)                           | Fred (Fluminense) Neymar (Santos)                              |
| 2012      | Diego Cavalieri (Fluminense)  | Marcos Rocha (Atlético Mineiro) Leonardo Silva (Atlético Mineiro) Réver (Atlético Mineiro) Carlinhos (Fluminense)      | Jean (Fluminense) Paulinho (Corinthians) Lucas (São Paulo) Ronaldinho (Flamengo, Atlético Mineiro)                    | Fred (Fluminense) Neymar (Santos)                              |
| 2013      | Fábio (Cruzeiro)              | Marcos Rocha (Atlético Mineiro) Dedé (Cruzeiro) Manoel (Atlético Paranaense) Alex Telles (Grêmio)                      | Elias (Flamengo) Nílton (Cruzeiro) Éverton Ribeiro (Cruzeiro) Paulo Baier (Atlético Paranaense)                       | Walter (Goiás) Éderson (Atlético Paranaense)                   |
| 2014      | Jefferson (Botafogo)          | Marcos Rocha (Atlético Mineiro) Dedé (Cruzeiro) Gil (Corinthians) Egídio (Cruzeiro)                                    | Souza (São Paulo) Lucas Silva (Cruzeiro) Éverton Ribeiro (Cruzeiro) Ricardo Goulart (Cruzeiro)                        | Diego Tardelli (Atlético Mineiro) Paolo Guerrero (Corinthians) |
| 2015      | Cássio (Corinthians)          | Marcos Rocha (Atlético Mineiro) Gil (Corinthians) Jemerson (Atlético Mineiro) Douglas Santos (Atlético Mineiro)        | Elias (Corinthians) Rafael Carioca (Atlético Mineiro) Jádson (Corinthians) Renato Augusto (Corinthians)               | Ricardo Oliveira (Santos) Luan (Grêmio)                        |
| 2016      | Jailson (Palmeiras)           | Jean (Palmeiras) Pedro Geromel (Grêmio) Yerry Mina (Palmeiras) Jorge (Flamengo)                                        | Moisés (Palmeiras) Tchê Tchê (Palmeiras) Diego (Flamengo) Dudu (Palmeiras)                                            | Robinho (Atlético Mineiro) Gabriel Jesus (Palmeiras)           |
| 2017      | Vanderlei (Santos)            | Fagner (Corinthians) Pedro Geromel (Grêmio) Fabián Balbuena (Corinthians) Guilherme Arana (Corinthians)                | Bruno Silva (Botafogo) Arthur (Grêmio) Hernanes (São Paulo) Thiago Neves (Cruzeiro)                                   | Henrique Dourado (Fluminense) Jô (Corinthians)                 |
| 2018      | Marcelo Lomba (Internacional) | Mayke (Palmeiras) Pedro Geromel (Grêmio) Víctor Cuesta (Internacional) Renê (Flamengo)                                 | Giorgian De Arrascaeta (Cruzeiro) Rodrigo Dourado (Internacional) Bruno Henrique (Palmeiras) Lucas Paquetá (Flamengo) | Gabigol (Santos) 'Dudu' (Palmeiras)                            |
| 2019      | Santos (Atlético Paranaense)  | Rafinha (Flamengo) Rodrigo Caio (Flamengo) Pablo Marí (Flamengo) Filipe Luís (Flamengo)                                | Giorgian De Arrascaeta (Flamengo) Gerson (Flamengo) Bruno Guimarães (Atlético Paranaense) Éverton Ribeiro (Flamengo)  | Gabigol (Flamengo) Bruno Henrique (Flamengo)                   |
| 2020      | Weverton (Palmeiras)          | Fagner (Corinthians) Gustavo Gómez (Palmeiras) Víctor Cuesta (Internacional) Guilherme Arana (Atlético Mineiro)        | Gerson (Flamengo) Edenilson (Internacional) Claudinho (RB Bragantino) Vina (Ceará)                                    | Gabigol (Flamengo) Marinho (Santos)                            |
| 2021      | Weverton (Palmeiras)          | Yago Pikachu (Fortaleza) Gustavo Gómez (Palmeiras) Junior Alonso (Atlético Mineiro) Guilherme Arana (Atlético Mineiro) | Edenilson (Internacional) Jair (Atlético Mineiro) Nacho Fernández (Atlético Mineiro) Raphael Veiga (Palmeiras)        | Michael (Flamengo) Hulk (Atlético Mineiro)                     |
| 2022      | Weverton (Palmeiras)          | Marcos Rocha (Palmeiras) Gustavo Gómez (Palmeiras) Murilo (Palmeiras) Joaquín Piquerez (Palmeiras)                     | André (Fluminense) João Gomes (Flamengo) Gustavo Scarpa (Palmeiras) Giorgian De Arrascaeta (Flamengo)                 | Pedro Raul (Goiás) Germán Cano (Fluminense)                    |

## Otras categorías

### Jugador de los simpatizantes ("Craque da Galera")
| Temporada | Jugador         | Equipo           |
| --------- | --------------- | ---------------- |
| 2006      | Renato Abreu    | Flamengo         |
| 2007      | Rogério Ceni    | São Paulo        |
| 2008      | Thiago Silva    | Fluminense       |
| 2009      | Darío Conca     | Fluminense       |
| 2010      | Darío Conca     | Fluminense       |
| 2011      | Dedé            | Vasco da Gama    |
| 2012      | Ronaldinho      | Atlético Mineiro |
| 2013      | Hernane         | Flamengo         |
| 2014      | Rogério Ceni    | São Paulo        |
| 2015      | Nenê            | Vasco da Gama    |
| 2016      | Danilo          | Chapecoense      |
| 2017      | Hernanes        | São Paulo        |
| 2018      | Gustavo Cuéllar | Flamengo         |
| 2019      | Éverton Ribeiro | Flamengo         |
| 2020      | Gabigol         | Flamengo         |
| 2021      | Michael         | Flamengo         |
| 2022      | Germán Cano     | Fluminense       |

### Novato del año
| Temporada | Jugador        | Equipo              |
| --------- | -------------- | ------------------- |
| 1998      | Fábio Júnior   | Cruzeiro            |
| 2007      | Breno          | São Paulo           |
| 2008      | Keirrison      | Coritiba            |
| 2009      | Fernandinho    | Grêmio Barueri      |
| 2010      | Bruno César    | Corinthians         |
| 2011      | Wellington Nem | Figueirense         |
| 2012      | Bernard        | Atlético Mineiro    |
| 2013      | Marcelo Cirino | Atlético Paranaense |
| 2014      | Erik           | Goiás               |
| 2015      | Gabriel Jesus  | Palmeiras           |
| 2016      | Vitor Bueno    | Santos              |
| 2017      | Arthur         | Grêmio              |
| 2018      | Pedro          | Fluminense          |
| 2019      | Michael        | Goiás               |
| 2020      | Claudinho      | Red Bull Bragantino |
| 2021      | André          | Fluminense          |
| 2022      | Endrick        | Palmeiras           |

### Mejor entrenador
| Temporada | Entrenador          | Equipo           |
| --------- | ------------------- | ---------------- |
| 2005      | Muricy Ramalho      | Internacional    |
| 2006      | Muricy Ramalho      | São Paulo        |
| 2007      | Muricy Ramalho      | São Paulo        |
| 2008      | Muricy Ramalho      | São Paulo        |
| 2009      | Andrade             | Flamengo         |
| 2010      | Muricy Ramalho      | Fluminense       |
| 2011      | Ricardo Gomes       | Vasco da Gama    |
| 2011      | Cristóvão           | Vasco da Gama    |
| 2012      | Abel Braga          | Fluminense       |
| 2013      | Marcelo Oliveira    | Cruzeiro         |
| 2014      | Marcelo Oliveira    | Cruzeiro         |
| 2015      | Tite                | Corinthians      |
| 2016      | Cuca                | Palmeiras        |
| 2017      | Fábio Carille       | Corinthians      |
| 2018      | Luiz Felipe Scolari | Palmeiras        |
| 2019      | Jorge Jesus         | Flamengo         |
| 2020      | Abel Braga          | Internacional    |
| 2021      | Cuca                | Atlético Mineiro |
| 2022      | Abel Ferreira       | Palmeiras        |